# Thomas Chen Tianhao
Thomas Chen Tianhao (* 1962 in Pingdu, Volksrepublik China) ist ein chinesischer Geistlicher und römisch-katholischer Bischof von Tsingtao.

## Leben
Thomas Chen Tianhao empfing am 9. Juni 1989 das Sakrament der Priesterweihe für das Bistum Tsingtao.
Am 19. November 2019 wurde er als erster Geistlicher in China zum Bischof ernannt, nachdem der Vatikan und China im September des Vorjahres eine Vereinbarung über die Ernennung von Bischöfen geschlossen hatten. Zu diesem Zeitpunkt war Chen Vorsitzender der Katholisch-Patriotischen Vereinigung in Tsingtao. Mehr als ein Jahr nach der Ernennung zum Bischof von Tsingtao spendete ihm der Vorsitzende der Chinesischen Katholisch-Patriotischen Vereinigung und Bischof von Linyi, John Fang Xing Yao, am 23. November 2020 in der Kathedrale von Tsingtao die Bischofsweihe. Mitkonsekratoren waren der stellvertretende Vorsitzende der chinesischen Bischofskonferenz und Bischof von Zhoucun, Joseph Yang Yongqiang, sowie der Vizepräsident des Bischofsrates der Patriotischen Vereinigung und Erzbischof von Jinan, Joseph Zhang Xianwang.